# Der Havelkaiser
Der Havelkaiser ist eine 11-teilige Fernsehserie, die in vier Staffeln von der neue deutsche Filmgesellschaft im Auftrag der ARD zwischen den Jahren 1994 und 2000 produziert wurde. Regie führten Herbert Ballmann und Eberhard Pieper.

## Handlung
Die Serie handelt von dem Berliner Unternehmer Richard Kaiser und seiner Familie, der an der Havel eine Werft und ein Schifffahrtsgewerbe betreibt. Richard, der das Familienunternehmen erfolgreich ausgebaut hat, muss sich in den ersten Folgen den finanziellen Forderungen seines wirtschaftlich weniger erfolgreichen Bruders Bruno und dessen Frau Magda erwehren. Auch die Beziehung zu seinen eigenen Kindern wird Belastungen ausgesetzt: die Ehe seiner Tochter Vera mit dem Koch Ecki steht vor dem Aus, woran Richard mit seinem patriarchalischen Auftreten nicht ganz schuldlos ist. Seine jüngste Tochter Jette, die als Nachfolgerin Richards die Werft leiten soll, unterhält eine lesbische Beziehung zu der Anwältin Elisabeth. Sein Sohn Ulrich scheitert in den weiteren Folgen an unseriösen Immobiliengeschäften und muss ins Gefängnis. In der 10. Folge heiratet Richard seine langjährige Mitarbeiterin Lotte. Nachdem seine Tochter Vera auf tragische Weise ertrinkt und Teile der Kaiserwerft durch einen Großbrand vernichtet werden, entschließt sich Richard Kaiser seinen geplanten Ruhestand zu verschieben und das Unternehmen weiter zu führen.

## Episodenliste
| Nummer (gesamt) | Nummer (Staffel) | Titel              | Erstausstrahlung (auf Das Erste) |
| --------------- | ---------------- | ------------------ | -------------------------------- |
| 01              | 1 (1)            | Stapellauf         | 04. April 1994                   |
| 02              | 2 (1)            | Klar zur Wende     | 06. April 1994                   |
| 03              | 3 (1)            | Sturmwarnung       | 08. April 1994                   |
| 04              | 1 (2)            | Leinen los         | 02. März 1996                    |
| 05              | 2 (2)            | Aus dem Ruder      | 06. März 1996                    |
| 06              | 3 (2)            | Klar Schiff        | 08. März 1996                    |
| 07              | 1 (3)            | Volle Kraft voraus | 21. April 1998                   |
| 08              | 2 (3)            | Havarie            | 22. April 1998                   |
| 09              | 3 (3)            | Land in Sicht      | 24. April 1998                   |
| 10              | 1 (4)            | Kieloben           | 01. Mai 2000                     |
| 11              | 2 (4)            | Feuersturm         | 03. Mai 2000                     |

## Rezeption
„[…] Mißrät ein Fernsehfilm, so müssen stets Autor und Regisseur die Prügel einstecken. Die Mimen können nichts dafür, sie sind Marionetten. Das stimmt auch meist, wenn die Dinge schieflaufen. Daß aber Schauspieler, die keine Marionetten sind, eine bescheidene Story und eine schlichte Regie mehr als wettmachen, daß sie einem rührseligen Familienfilm große Momente abgewinnen und dadurch den Zuschauer bestechen und zum Durchstehen selbst eines Dreiteilers verführen können - das lehrte der Havelkaiser.“

## Trivia
Im September 2006 wurde im Berliner Bezirk Spandau eine umbaute Freifläche in Havelkaiser-Platz umbenannt. Erstmals wurde damit in Deutschland ein öffentlicher Platz nach einer Fernsehserie benannt.
Mediale Aufmerksamkeit erhielt die Serie zusätzlich durch die Thematisierung einer lesbischen Liebesbeziehung zwischen der Tochter Jette Kaiser (gespielt von Marion Kracht) und ihrer Freundin Elisabeth (gespielt von Michèle Marian).